# Viaduc d'Alaï
Le viaduc d'Alaï était le plus grand viaduc de la ligne Fourvière Ouest-Lyonnais (F.O.L.), dont il ne reste aujourd'hui que les piles, toujours visibles.

## Histoire
Ce viaduc traversait le vallon du ruisseau de Charbonnières au PK 5 de la ligne F.O.L..
L'ouvrage a été construit en 1885 par la Compagnie de Fives-Lille, long de 207 mètres et haut de 28 mètres, il comportait 5 travées solidaires, dont 3 centrales de 45 mètres, et 2 extrêmes de 36 mètres. Le tablier est un treillis métallique.
Les 4 piles et leur fondation, ancrées à 17 mètres de profondeur, auraient risqué de gêner la construction de l'"Anneau des Sciences", nom vendeur de la section occidentale du périphérique lyonnais, envisagé initialement pour 2030, et qui aurait suivi en tunnel le ruisseau de Charbonnières. Mais ce projet autoroutier a été abandonné à la fin des années 2010 en raison de son coût (plusieurs milliards d'euros) et de son caractère inadapté à la nécessaire réduction des émissions de gaz à effet de serre. 